# NFL Europa
La NFL Europa était une ligue européenne et, dans sa première incarnation, nord-américaine, de football américain, fondée au printemps 1991 sous le nom de World League of American Football. Le 29 juin 2007, la NFL Europa annonce sa cessation d'activités.

## Fonctionnement
La NFL Europa modifie régulièrement l'attribution d'une franchise à telle ou telle ville d'Europe, en fonction de la rentabilité et du succès obtenu. Seules les franchises allemandes ont été rentables, d'où la présence, au moment de la dissolution de la ligue, de cinq franchises allemandes et une néerlandaise sur six équipes au total. Au cours d'une saison régulière, d'environ dix matches, la finale opposait le premier du championnat au second : C'est le World Bowl.
La NFL soutient cette ligue qui sert de réserves à ses équipes.
Le 29 juin 2007, la NFL annonce qu'elle cesse avec effet immédiat l'opération de la NFL Europa. La NFL préfère organiser des matchs de saison régulière du championnat NFL dans des pays étrangers afin de promouvoir le football américain dans le monde.

## Équipes

### World League of American Football (1991-1992)
| Surge Riders Fire Glory Thunder Skyhawks Machine Knights Monarchs Dragons Galaxy |

| Division Est Amérique du Nord   |                           |            |           |
| Knights de New York/New Jersey  | New York, New York        | États-Unis | 1991-1992 |
| Glory d'Ohio                    | Columbus, Ohio            | États-Unis | 1992      |
| Machine de Montréal             | Montréal, Québec          | Canada     | 1991-1992 |
| Thunder d'Orlando               | Orlando, Floride          | États-Unis | 1991-1992 |
| Skyhawks de Raleigh-Durham      | Raleigh, Caroline du Nord | États-Unis | 1991      |
| Division Ouest Amérique du Nord |                           |            |           |
| Fire de Birmingham              | Birmingham, Alabama       | États-Unis | 1991-1992 |
| Surge de Sacramento             | Sacramento, Californie    | États-Unis | 1991-1992 |
| Riders de San Antonio           | San Antonio, Texas        | États-Unis | 1991-1992 |
| Division Europe                 |                           |            |           |
| Dragons de Barcelone            | Barcelone                 | Espagne    | 1991-1992 |
| Francfort Galaxy                | Francfort                 | Allemagne  | 1991-1992 |
| London Monarchs                 | Londres                   | Angleterre | 1991-1992 |

### NFL Europe / NFL Europa (1995-2007)

Ancien logo NFL Europe

| Claymores Monarchs Dragons Admirals Fire Centurions Galaxy Sea Devils Thunder |

| NFL Europe / NFL Europa            |                            |            |           |
| Amsterdam Admirals                 | Amsterdam                  | Pays-Bas   | 1995-2007 |
| Berlin Thunder                     | Berlin                     | Allemagne  | 1999-2007 |
| Centurions de Cologne              | Cologne                    | Allemagne  | 2004-2007 |
| Dragons de Barcelone               | Barcelone                  | Espagne    | 1995-2003 |
| Francfort Galaxy                   | Francfort                  | Allemagne  | 1995-2007 |
| Hambourg Sea Devils                | Hambourg                   | Allemagne  | 2005-2007 |
| London Monarchs / England Monarchs | Londres Bristol Birmingham | Angleterre | 1995-1998 |
| Rhein Fire                         | Düsseldorf                 | Allemagne  | 1995-2007 |
| Scottish Claymores                 | Glasgow Édimbourg          | Écosse     | 1995-2004 |

## World Bowl
| WB No                             | Date         | Champion             | Finaliste            | Score | Lieu de la finale                      |
| --------------------------------- | ------------ | -------------------- | -------------------- | ----- | -------------------------------------- |
| I                                 | 9 juin 1991  | London Monarchs      | Dragons de Barcelone | 21-0  | Wembley Stadium, Londres               |
| II                                | 6 juin 1992  | Sacramento Surge     | Orlando Thunder      | 21-17 | Stade olympique, Montréal              |
| pas de World Bowl en 1993 et 1994 |              |                      |                      |       |                                        |
| III                               | 17 juin 1995 | Francfort Galaxy     | Amsterdam Admirals   | 26-22 | Stade olympique, Amsterdam             |
| IV                                | 23 juin 1996 | Scottish Claymores   | Francfort Galaxy     | 32-27 | Murrayfield, Édimbourg                 |
| V                                 | 22 juin 1997 | Dragons de Barcelone | Rhein Fire           | 38-24 | Stade olympique de Montjuic, Barcelone |
| VI                                | 14 juin 1998 | Rhein Fire           | Francfort Galaxy     | 34-10 | Waldstadion, Francfort                 |
| VII                               | 27 juin 1999 | Francfort Galaxy     | Dragons de Barcelone | 38-24 | Rheinstadion, Düsseldorf               |
| VIII                              | 25 juin 2000 | Rhein Fire           | Scottish Claymores   | 13-10 | Waldstadion, Francfort                 |
| IX                                | 30 juin 2001 | Berlin Thunder       | Dragons de Barcelone | 24-17 | Amsterdam ArenA, Amsterdam             |
| X                                 | 2 juin 2002  | Berlin Thunder       | Rhein Fire           | 26-20 | Rheinstadion, Düsseldorf               |
| XI                                | 14 juin 2003 | Francfort Galaxy     | Rhein Fire           | 35-16 | Hampden Park, Glasgow                  |
| XII                               | 12 juin 2004 | Berlin Thunder       | Francfort Galaxy     | 30-24 | Arena AufSchalke, Gelsenkirchen        |
| XIII                              | 11 juin 2005 | Amsterdam Admirals   | Berlin Thunder       | 27-21 | LTU Arena, Düsseldorf                  |
| XIV                               | 27 mai 2006  | Francfort Galaxy     | Amsterdam Admirals   | 22-7  | LTU Arena, Düsseldorf                  |
| XV                                | 23 juin 2007 | Hambourg Sea Devils  | Francfort Galaxy     | 37-28 | Commerzbank-Arena, Francfort           |

### Tableau d'honneur
| Participation | Équipe               | Victoire | Défaite |
| ------------- | -------------------- | -------- | ------- |
| 8             | Francfort Galaxy     | 4        | 4       |
| 4             | Berlin Thunder       | 3        | 1       |
| 5             | Rhein Fire           | 2        | 3       |
| 4             | Dragons de Barcelone | 1        | 3       |
| 3             | Amsterdam Admirals   | 1        | 2       |
| 2             | Scottish Claymores   | 1        | 1       |
| 1             | London Monarchs      | 1        | 0       |
| 1             | Sacramento Surge     | 1        | 0       |
| 1             | Hambourg Sea Devils  | 1        | 0       |
| 1             | Orlando Thunder      | 0        | 1       |

## Spectateurs
| Saison                             | Matchs | Total     | Moyenne |
| ---------------------------------- | ------ | --------- | ------- |
| 1991                               | 50     | 1 268 066 | 25 361  |
| 1992                               | 50     | 1 210 817 | 24 216  |
| pas de championnat en 1993 et 1994 |        |           |         |
| 1995                               | 30     | 436 853   | 14 562  |
| 1996                               | 30     | 516 171   | 17 206  |
| 1997                               | 30     | 546 433   | 18 214  |
| 1998                               | 30     | 499 034   | 16 634  |
| 1999                               | 30     | 544 844   | 18 161  |
| 2000                               | 30     | 540 438   | 18 015  |
| 2001                               | 30     | 557 038   | 18 568  |
| 2002                               | 30     | 541 546   | 18 052  |
| 2003                               | 30     | 494 448   | 16 482  |
| 2004                               | 30     | 477 741   | 15 925  |
| 2005                               | 30     | 568 935   | 18 965  |
| 2006                               | 30     | 529 988   | 17 666  |
| 2007                               | 30     | 600 600   | 20 020  |
| 15                                 | 490    | 9 332 952 | 19 047  |